# Beyond Magnetic
Beyond Magnetic es un EP de la banda estadounidense de thrash metal Metallica. La reproducción extendida cuenta con 4 canciones que fueron grabadas en 2008 para el álbum de estudio anterior, Death Magnetic.

## Recepción
Las críticas de Beyond Magnetic fueron en gran parte positivas. Allmusic le dio a Beyond Magnetic una calificación de cuatro estrellas sobre cinco, y el crítico Stephen Erlewine lo describe "tan potente como la de su padre de 2008". Mientras tanto, el Parlamento Europeo ArtistDirect dio el máximo de cinco estrellas. Revisor Rick Florino comentó que la banda "suena como una bestia lista para arrancar una vez más rock 'n' roll". Florino también llama la pista del disco de cierre, "Rebel of Babylon", "una sinfonía metálica con crescendos de dolor, paranoia y poder", comparable con las canciones de Master of Puppets y ...And Justice for All.
Notas:
- Beyond Magnetic logró el puesto número 1 de la lista de sencillos Hitparade Rock Songs tras vender 600 000 copias, no logró colocarse en la lista de álbumes por su corta duración y entonces se contó como sencillo.[5]

## Lista de canciones
Todas las letras están escritas por James Hetfield y la música fue compuesta por Metallica.
1. «Hate Train» - 6:59
2. «Just a Bullet Away» - 7:11
3. «Hell and Back» - 6:57
4. «Rebel of Babylon» - 8:02

## Personal
- James Hetfield - Voz, guitarra rítmica, guitarra líder (canción 2).
- Kirk Hammett - Guitarra líder.
- Robert Trujillo - Bajo eléctrico.
- Lars Ulrich - Batería.